# IBM Scalable POWERparallel
IBM Scalable POWERparallel o SP è una piattaforma di supercomputer creata da IBM.
I nodi sono basati su RS/6000 gestiti dal software di clustering PSSP scritto principalmente in Perl.
Tra le tecnologie sviluppate per il progetto si segnala l'High Performance Switch (HPS) per la comunicazione tra nodi.